# Traryd
Traryd is een plaats in de gemeente Markaryd in het landschap Småland en de provincie Kronobergs län in Zweden. De plaats heeft 687 inwoners (2005) en een oppervlakte van 159 hectare.